# Vibrac
|  | Per a altres significats, vegeu «Vibrac (Charente Marítim)». |

Vibrac és un municipi francès al departament del Charente (regió de la Nova Aquitània). L'any 2007 tenia 297 habitants.

## Demografia

### Població
El 2007 la població de fet de Vibrac era de 297 persones. Hi havia 126 famílies de les quals 36 eren unipersonals (20 homes vivint sols i 16 dones vivint soles), 47 parelles sense fills i 43 parelles amb fills.
La població ha evolucionat segons el següent gràfic:

### Habitatges
El 2007 hi havia 147 habitatges, 125 eren l'habitatge principal de la família, 14 eren segones residències i 8 estaven desocupats. 145 eren cases i 2 eren apartaments. Dels 125 habitatges principals, 95 estaven ocupats pels seus propietaris, 27 estaven llogats i ocupats pels llogaters i 3 estaven cedits a títol gratuït; 7 tenien dues cambres, 17 en tenien tres, 31 en tenien quatre i 70 en tenien cinc o més. 95 habitatges disposaven pel capbaix d'una plaça de pàrquing. A 51 habitatges hi havia un automòbil i a 66 n'hi havia dos o més.

### Piràmide de població
La piràmide de població per edats i sexe el 2009 era:
| Homes | Edats   | Dones |
| ----- | ------- | ----- |
| 0     | 95 o +  | 0     |
| 0     | 90 a 94 | 0     |
| 0     | 85 a 89 | 8     |
| 0     | 80 a 84 | 12    |
| 0     | 75 a 79 | 8     |
| 8     | 70 a 74 | 0     |
| 20    | 65 a 69 | 12    |
| 12    | 60 a 64 | 12    |
| 8     | 55 a 59 | 4     |
| 4     | 50 a 54 | 8     |
| 12    | 45 a 49 | 8     |
| 12    | 40 a 44 | 12    |
| 12    | 35 a 39 | 8     |
| 8     | 30 a 34 | 12    |
| 0     | 25 a 29 | 4     |
| 0     | 20 a 24 | 0     |
| 28    | 15 a 19 | 4     |
| 0     | 10 a 14 | 0     |
| 4     | 5 a 9   | 8     |
| 4     | 0 a 4   | 0     |

## Economia
El 2007 la població en edat de treballar era de 195 persones, 153 eren actives i 42 eren inactives. De les 153 persones actives 145 estaven ocupades (84 homes i 61 dones) i 8 estaven aturades (2 homes i 6 dones). De les 42 persones inactives 23 estaven jubilades, 11 estaven estudiant i 8 estaven classificades com a «altres inactius».

### Ingressos
El 2009 a Vibrac hi havia 126 unitats fiscals que integraven 283 persones, la mediana anual d'ingressos fiscals per persona era de 19.796 €.

### Activitats econòmiques
Dels 8 establiments que hi havia el 2007, 5 eren d'empreses de construcció, 2 d'empreses d'hostatgeria i restauració i 1 d'una empresa classificada com a «altres activitats de serveis».
Dels 5 establiments de servei als particulars que hi havia el 2009, 1 era una funerària, 1 paleta, 2 lampisteries i 1 electricista.
L'any 2000 a Vibrac hi havia 9 explotacions agrícoles que ocupaven un total de 240 hectàrees.

## Equipaments sanitaris i escolars
El 2009 hi havia una escola elemental integrada dins d'un grup escolar amb les comunes properes formant una escola dispersa.

## Poblacions properes
El següent diagrama mostra les poblacions més properes.